# Тонкоклювая китовая птичка

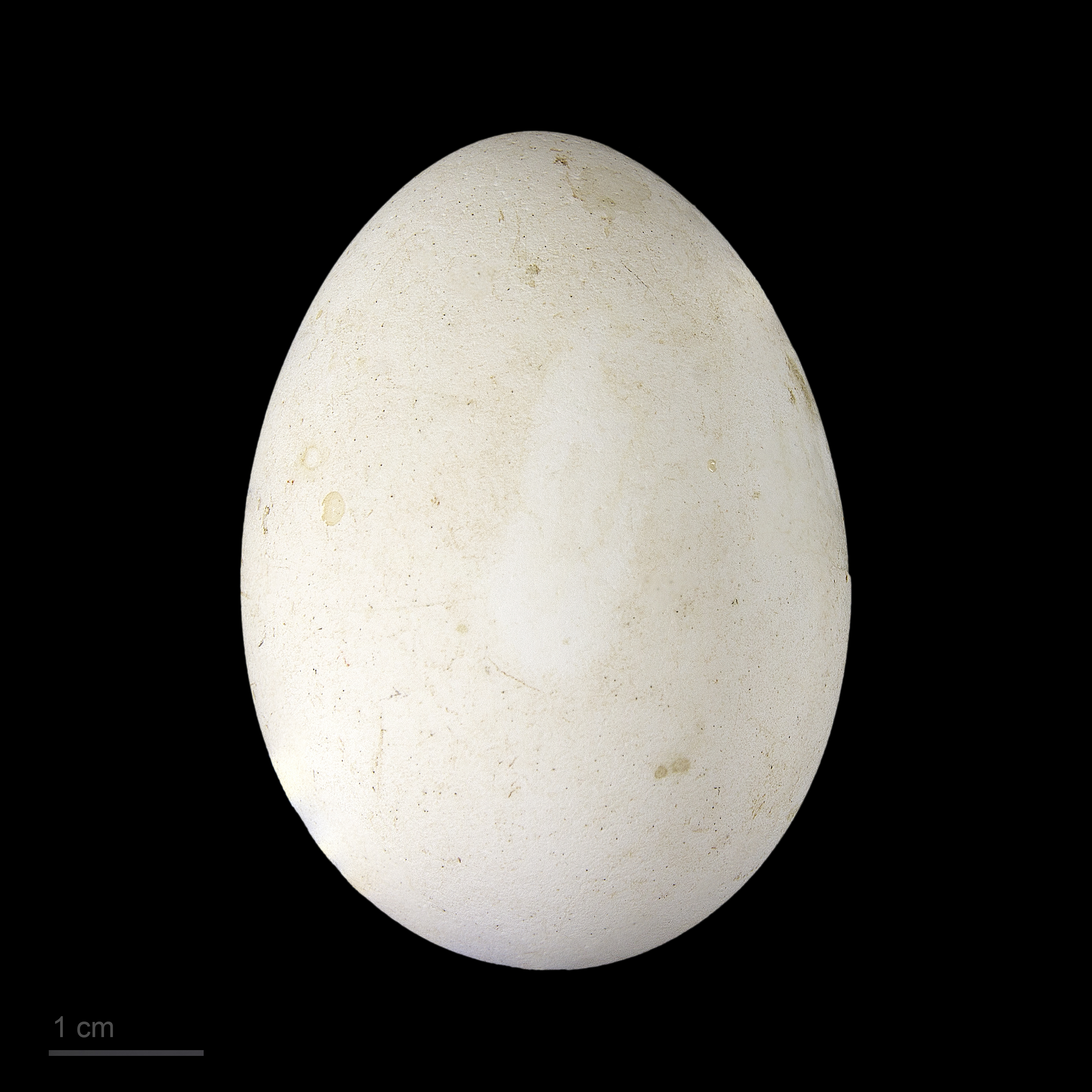
яйцо Pachyptila belcheri - Тулузский музей

Тонкоклювая китовая птичка (лат. Pachyptila belcheri) — морская птица из семейства буревестниковых.

## Описание
Длина тела составляет от 25 до 26 см. Длина крыльев составляет от 16,6 до 19,1 см, а размах крыльев — 56 см. Масса тела составляет от 115 до 180 г. Самцы обычно немного крупнее самок.
Верхняя часть тела голубовато-серого цвета с тонкой, тёмной полосой на хвосте. Тёмный рисунок на крыльях в виде буквы «М» выражен слабее, чем у других представителей рода. Белая маска на лице тянется до глаз. Тёмная полоса через глаза проходит до затылка. Нижняя часть тела белого цвета. Боковые стороны груди бледного, светло-серого цвета. Существует вероятность путаницы со всеми китовыми птичками.

## Распространение
Вид гнездится на Фолклендских островах, островах Кергелен, Крозе и, возможно, также на острове Южная Георгия. В 1984 году большая гнездовая колония была обнаружена на острове Isla Noir недалеко от южного побережья Чили. Вне периода размножения птицы встречаются до Явы, Западной Австралии, Западного Перу, Южной Бразилии и Южной Африки.

## Образ жизни
Птицы питаются преимущественно ракообразными, головоногими моллюсками и мелкими рыбами. В открытом море они обычно летают стаями. При этом они регулярно объединяются с антарктическими китовыми птичками.

## Размножение
Птицы гнездятся в выкопанных в земле норах. Их длина варьирует от 60 см до 3,5 м. На Фолклендских островах строения располагаются на высоте от 15 до 190 м над уровнем моря. Гнездовая камера выкладывается травой и перьями. На Фолклендских островах взрослые птицы возвращаются к местам гнездовья в сентябре. Собственно сезон размножения начинается в ноябре, когда птицы начинают кладку яиц. В кладке одно белое яйцо. Инкубационный период длится от 46 до 47 дней. Молодые птицы становятся самостоятельными в возрасте от 49 до 50 дней. В течение инкубационного периода птицы с Фолклендских островов ищут свой корм над материковыми отмелями на востоке и юге Фолклендских островов. Обе родительских птицы одинаково участвуют в высиживании и выкармливании молодых птиц. Они гнездятся только один раз в год.
На островах Кергелен тонкоклювая китовая птичка конкурирует за места гнездования с голубым буревестником (Halobaena caerulea).